# قصریک (بخش سیلوانه)
قصریک، روستایی است از توابع بخش سیلوانه و در شهرستان ارومیه استان آذربایجان غربی ایران.

## جمعیت
این روستا در دهستان دشت قرار داشته و بر اساس سرشماری سال ۱۳۸۵ جمعیت آن ۲۳۸ نفر (۴۰ خانوار)
بوده‌است.